# Seb Dance
Sebastian "Seb" Dance (Roehampton, 1 de desembre de 1981) és un polític britànic. Exerceix com a eurodiputat des de 2014 per a la regió de Londres per al Partit Laborista. És membre de la comissió de Medi Ambient, Salut Pública i Seguretat Alimentària i de la comissió de Desenvolupament. És coordinador del grup de l'Aliança Progressista de Socialistes i Demòcrates en la comissió d'investigació de mesuraments de les emissions en el sector de l'automòbil, que es va crear en resposta a l'escàndol d'emissions de Volkswagen.